# Ouratea semiserrata
Ouratea semiserrata är en tvåhjärtbladig växtart som först beskrevs av Carl Friedrich Philipp von Martius och Nees, och fick sitt nu gällande namn av Adolf Engler. Ouratea semiserrata ingår i släktet Ouratea och familjen Ochnaceae. Inga underarter finns listade i Catalogue of Life.